# Буонконзиљио-Коломбара (Пезаро и Урбино)
Буонконзиљио-Коломбара је насеље у Италији у округу Пезаро и Урбино, региону Марке.
Према процени из 2011. у насељу је живело 190 становника. Насеље се налази на надморској висини од 453 м.